# Lee Tae-yeop
Lee Tae-yeop ((이태엽?, 李太燁?); 16 giugno 1959) è un ex calciatore sudcoreano, di ruolo attaccante.